# Bohy (Sokołów)
Pour les articles homonymes, voir Bohy.
Bohy [ˈbɔxɨ] est un village de la gmina de Repki, dans le powiat de Sokołów et dans la voïvodie de Mazovie, au centre-est de la Pologne.

## Géographie
Il est situé à environ 5 kilomètres à l'est de Repki, 15 kilomètres à l'est de Sokołów Podlaski et à 101 kilomètres à l'est de Varsovie.